# Angelus Kujur
Angelus Kujur SJ (ur. 14 lipca 1946 w Mundaltoli) – indyjski duchowny rzymskokatolicki, biskup Purnea w latach 2007–2021.

## Życiorys
Święcenia kapłańskie przyjął 13 kwietnia 1980 w zakonie jezuitów. Był m.in. mistrzem nowicjatu w Dumka, prowincjałem oraz dyrektorem centrum formacyjnego w Raiganj.
20 stycznia 2007 został mianowany biskupem Purnea. Sakry biskupiej udzielił mu 18 kwietnia 2007 kard. Telesphore Toppo. 8 grudnia 2021 papież przyjął jego rezygnację z pełnionego urzędu, złożoną ze względu na wiek. 